# Kristi Vangjeli
Kristi Vangjeli (* 5. September 1985 in Korça) ist ein ehemaliger albanischer Fußballspieler und heutiger Trainer.

## Karriere
Vangjeli stammt aus der Jugend von KF Skënderbeu Korça und wechselte über Atromitos Agios Georgios in den Nachwuchsbereich von Aris Thessaloniki. Dort spielte er von 2004 bis 2011 für dessen erste Mannschaft in der Super League. Dann stand er über zwei Jahre bei Tschornomorez Odessa in der Ukraine unter Vertrag und kehre anschließend für sechs Monate zurück nach Thessaloniki. Es folgten weitere Stationen bei KF Skënderbeu Korça, Astra Giurgiu und seit 2019 spielt er für KF Tirana.
Im Sommer 2021 wechselte Vangjeli zum kosovarischen Meister FC Prishtina, den er auch nach 4 Monaten verließ. Am 17. Dezember 2021 kehrte Vangjeli zu KF Tirana zurück und übernahm die Rolle als Assistenztrainer.

## Nationalmannschaft
Für die albanische A-Nationalmannschaft hatte er von 2007 bis 2012 insgesamt 35 Einsätze, ein Tor konnte er dabei nicht erzielen.

## Erfolge
- Albanischer Superpokalsieger: 2015, 2018
- Albanischer Meister: 2015, 2016, 2018
- Rumänischer Superpokalsieger: 2016
- Albanischer Pokalsieger: 2018